# Elecciones presidenciales de Uruguay de 1903
El 1 de marzo de 1903 se realizaron elecciones presidenciales en Uruguay para elegir al presidente de la república en el período comprendido entre el 1 de marzo de 1903 al 1 de marzo de 1907. Fueron las primeras elecciones presidenciales del siglo XX.
Esta elección se realizó bajo las normas de la constitución de 1830, la cual establecía que el presidente de la república sería elegido mediante votación nominal por todos los miembros de la Asamblea General en una sesión permanente realizada el 1 de marzo, requiriéndose una pluralidad absoluta para ser investido en el cargo.

## Antecedentes
Originalmente solo habrían dos candidaturas, la de José Batlle y Ordóñez y la de Juan Carlos Blanco.
Un trato entre los "calepinos" (así se le llamaba al sector de Eduardo Acevedo Díaz) y los batllistas haría que todos voten a Batlle para presidente, y luego le daría a su sector las jefaturas departamentales al sector blanco.

## Sistema Electoral
El sufragio solo lo ejercían los miembros de la asamblea general. El voto no era secreto, ya que los Diputados y Senadores tenían que firmar su balota.

## Resultados
| Candidato             | Partido             | Votos | %      |
| --------------------- | ------------------- | ----- | ------ |
| José Batlle y Ordóñez | Partido Colorado    | 55    | 69.62  |
| Enrique Anaya         | Partido Nacional    | 23    | 29.11  |
| Eduardo Acevedo Díaz  | Partido Nacional    | 1     | 1.27   |
| Ausentes/No votaron   | Ausentes/No votaron | 7     | -      |
| Total                 | Total               | 86    | 100.00 |
| Fuente:               |                     |       |        |

## Consecuencias
Tras ser electo Presidente, José Batlle y Ordóñez renunció a sus cargos de Senador y Presidente del Senado, siendo sustituido por José Gomensoro como senador y por Juan P. Castro como presidente del senado.
Los blancos no calepinos estaban furiosos con respecto a la entrega de las jefaturas departamentales al sector acevedista, ya que los consideraban traidores al partido. Esto estalló la Revolución de 1904.